# Vicent Palatsí Armero
Vicent Palatsí Armero (Castelló de la Plana, 1960) és un professor i escriptor valencià. La seua faceta d'escriptor s'enceta amb la publicació del llibre infantil Olaia es desmaia i altres contes, editat per Tàndem el 1996. El 2002, Edelvives li publica Curteatre, un recull de textos teatrals adreçat al públic juvenil. El 2011 apareix el seu primer llibre per a adults, Vitis vinifera cataloniae, d'Onada Edicions, un conjunt de contes eròtics maridats amb vins dels Països Catalans.
Retorna a la literatura juvenil amb l'obra El cas de les paraules inaudites, publicat l'any 2014, també per Onada. Aquesta obra va ser seleccionada per a la campanya "Literatura Km 0" a Castelló de la Plana i a Vinaròs.
El 2023 publica Vitis vinifera amatoria, que amplia i modifica les històries de l'anterior llibre eròtic, i actualitza i incrementa notablement la quantitat de referències de vins, dels 35 de la primera edició, a 59 en l'actual, tots ells dels territoris catalanoparlants. L'Associació Enològica de Castelló va organitzar una presentació exclusiva per als associats, on l'autor va estar acompanyat a la taula pel membre de la junta directiva, Paco Prades.
Actualment investiga sobre el plaer i la voluptuositat en el mon grecollatí, i està enllestint uns relats ficcionals basats en les vides amoroses de Safo, Horaci, Ovidi, Catul...

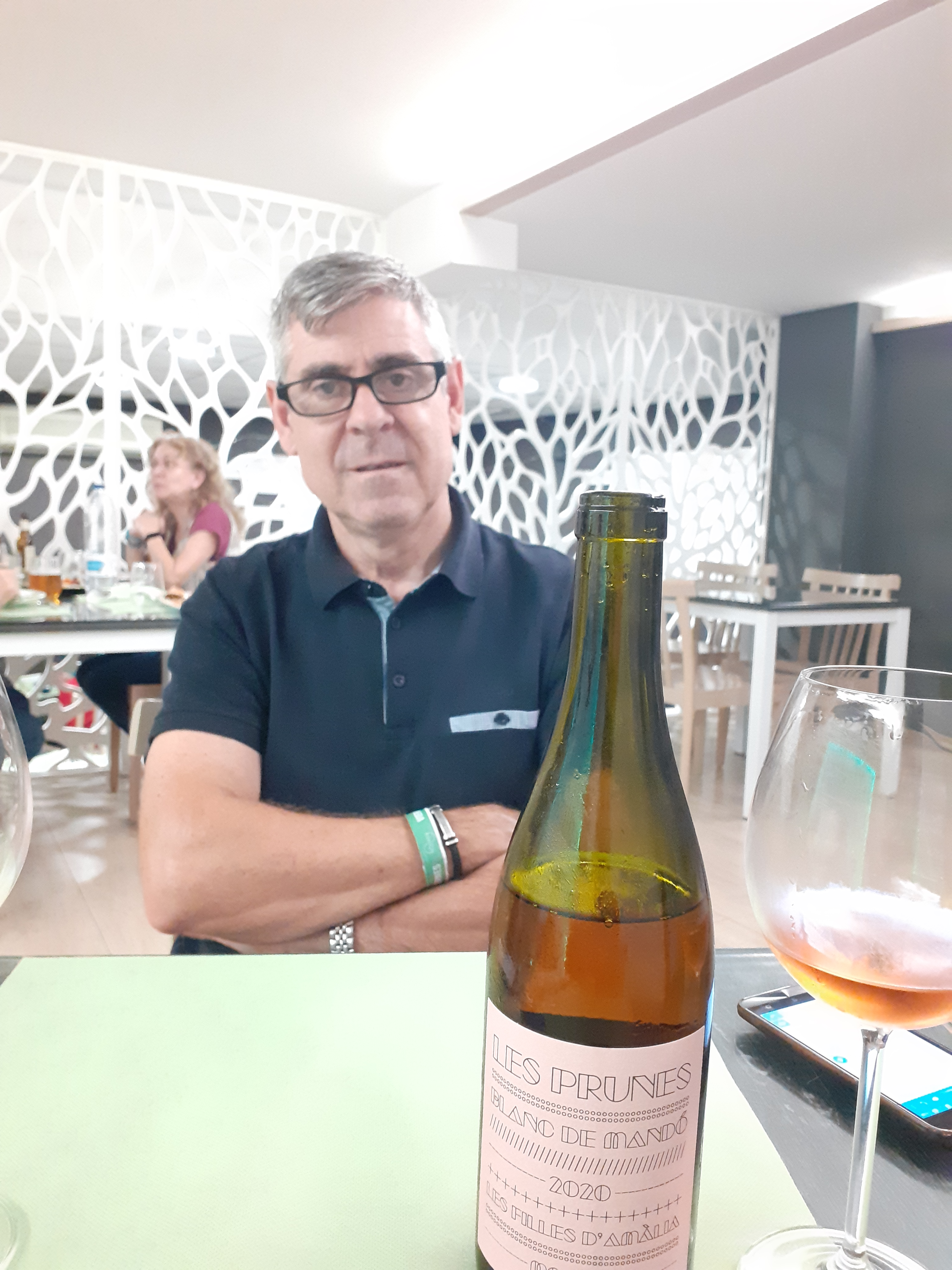
Vicent Palatsí, 2022, a Moixent

## Obres
- Olaia es desmaia i altres contes, 1996, Tàndem.
- Curteatre, 2002, Edelvives.
- Vitis vinifera cataloniae, 2011. Onada Edicions.
- El cas de les paraules inaudites, 2014, Onada Edicions.
- Vitis vinifera amatoria, 2023, Onada Edicions